# Lousonna
Lousonna est un vicus gallo-romain situé dans le quartier actuel de Vidy à Lausanne (Suisse).

## Histoire
Le vicus, dont la fondation est datée à 15 av. J.-C., se situe à un important carrefour d'axes commerciaux, à la limite des bassins Rhodanien et Rhénan, et sur la route du col du Grand-Saint-Bernard, reliant l'Italie à la Gaule. Ses dimensions, 1,2 km de longueur sur 250 mètres de largeur pour une surface de 20 hectares, en font l'un des plus grands vicus de Suisse[réf. nécessaire]. À son apogée, 1 500 à 2 000 habitants y logeaient.
Lousonna était situé en bordure du lac Léman, constituant alors une importante voie de communication et de navigation, et où était implantée la Corporation des Nautes (Bateliers). La Corporation assurait, grâce à ses grandes barques à fond plat, un intense commerce d'amphores provenant de la Mer Méditerranée entre Genava (Genève) et Lousonna. Celles-ci y étaient alors débarquées avant de prendre la route d'Yverdon-les-Bains et du bassin Rhénan.
Lousonna commencera à décliner à partir de la période des invasions germaniques du IIIe siècle ; le site sera définitivement abandonné au profit de la colline de la Cité, au milieu du IVe siècle.

## Découverte et fouilles du site
Attesté depuis le début du XVe siècle par des découvertes faites sur le site, on découvre que les premières traces écrites datent du XVIIIe siècle, lorsque l'on mentionna aussi, pour la première fois, le nom de Lousonna. À la suite de l'urbanisation du site au début du XIXe siècle, on obtient les premiers relevés scientifiques, mais ce n'est que dans les années 1930, que l'on s'attache à de réelles fouilles. C'est donc à cette époque que l'on découvre une maison ornée de fresques et sur laquelle sera fondé le musée romain de Lausanne-Vidy. On dégage dans le même temps le centre du vicus.

Les excavations photographiées en 1942 par le géologue Leo Wehrli.

De nouvelles fouilles sont entreprises dans les années 1960, pendant la construction de l'autoroute A1 sous laquelle se situe une grosse partie du site, puis lors de la construction de l'exposition nationale suisse de 1964. Les investigations réalisées entre 1972 à 1976 mettent au jour le forum à l'emplacement de la promenade archéologique actuelle. Entre 1998 et 2001, c'est la fouille de la rive est du Flon qui permet la découverte d'un théâtre romain et d'un quartier d'habitations. La zone qui englobe les structures à vocation domestique se développe du delta du Flon jusqu'à celui de la Chamberonne. En 2012, les prospections préventives entreprises sur le site du futur stade permettent la découverte de plusieurs sépultures appartenant probablement à une nécropole.
En 2013, c'est une maison (probablement une auberge) qui est mise au jour tout à l'ouest du site à l'occasion d'une fouille-école de l'Université de Lausanne, qui s'est poursuivie en 2014. Ce bâtiment était le premier rencontré par les visiteurs arrivant depuis Nyon.

### Déesse Leusonna
Cette Maison de l'Ouest a livré en 1984 une hachette votive romaine, de type Allmendingen. Son inscription en latin, partiellement effacée, a pu être réinterprétée grâce à de nouvelles investigations menées par le laboratoire de l'école des Sciences criminelles de l'Université de Lausanne. Ces nouvelles recherches ont montré que l'inscription, incisée au poinçon, évoque probablement une divinité indigène influencée par l'Égypte, ISIS LEUSONNA.

## Site

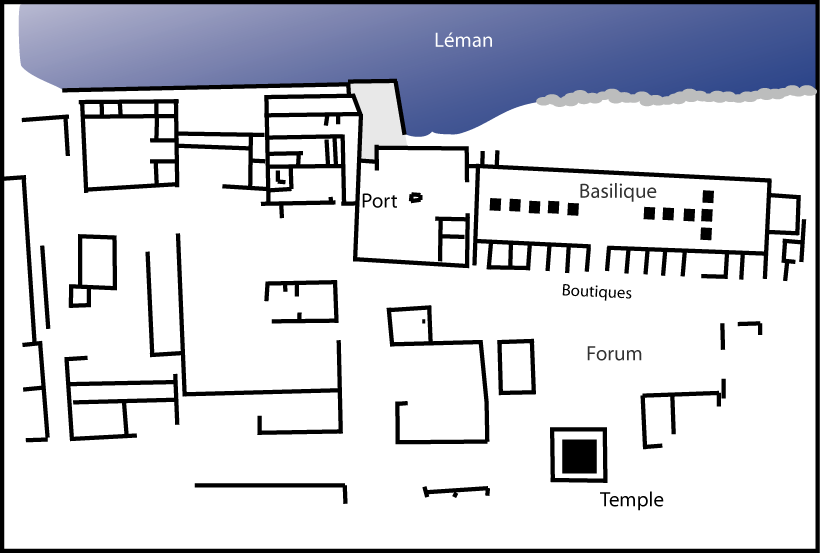
Plan du site visitable de Lousonna

Le site de Lousonna se trouve actuellement dans le quartier de Vidy, à environ 200 mètres de la rive Nord du Léman,. On peut visiter une partie du site dégagé, bordé au sud par un étang rappelant la rive du lac à cette époque. L'ensemble du site est inscrit comme bien culturel suisse d'importance nationale.

### Forum
Le forum de Lousonna n'était pas situé au centre de l'agglomération mais à l'est de celle-ci, sur une position un peu plus élevée, à une altitude variant entre 100 et 150 mètres. Il est bordé au sud par la basilique, située au bord du lac,. C'est le bâtiment le plus important du site. Sa fonction principale était probablement celle d'une salle de réunion du conseil municipal, qui, comme dans toutes les cités du territoire helvète, dépendait de la colonie d'Aventicum (Avenches). La basilique devait aussi servir de tribunal et de centre d'échange. Adossées à celle-ci, on trouve des boutiques, et des tabernae. L'une de ces tabernae a fait l'objet d'un remaniement pour devenir une schola. Les ruines de ce bâtiment à vocation collégiale, ont été exhumées lors de prospections archéologiques. Par ailleurs, cette schola a été identifiée comme appartenant aux nautae de l'ancienne cité lausannienne, une confrérie corporative constituée de riches bateliers gallo-romains,,. Une inscription épigraphique, sous forme de dédicace, a été retrouvée au cours des sondages. Ce texte (« numinibus Aug(austurum) ») rédigé en latin, est gravé sur un bloc de pierre de 185 centimètres de long, pour 55 de large. L'inscription témoigne du statut de la schola comme lieu de réunion des nautae de Lousonna. Au centre de la place, une area publica dont la destination est essentiellement commerciale, le temple carré de type gallo-romain, est édifié plus tardivement au milieu du IIIe siècle,. Il est voué au culte de Rome et de l'Empereur, comme l'attestent les fragments d'une frise trouvé à proximité,.

### Port
Le port est situé à côté de la basilique. C'est le point de passage principal pour les marchandises transitant par Lousonna, principalement des olives, du vin de la vallée du Rhône et des conserves de poissons. Les bâtiments adjacents sont les entrepôts de la corporation des bateliers, également connus sous le nom de « nautae lacus lemani », et des locaux commerciaux. Les barques abordaient soit la rive enrochée, ou étaient tirées sur un plan incliné et maçonné que l'on peut toujours observer aujourd'hui.
Les autres bâtiments du site, fouillés pendant les années 1930, ne peuvent être datés avec certitude et leurs fonctions sont mal connues. Il est probable que ceux-ci correspondaient à des bâtiments administratifs ou, pour le pâté de maisons bordant le forum au nord, à des habitations.